# لا كاسا دي بابيل: الظاهرة
لا كاسا دي بابيل: الظاهرة هو فيلم وثائقي لعام 2020 من وراء الكواليس من إخراج لويس ألفارو وبابلو ليجاريتا، وكتبه بابلو ليجاريتا وخافيير جوميز سانتاندير. يلقي نظرة على النجاح العالمي للمسلسل التلفزيوني لا كاسا دي بابيل، ويعرض مقابلات مع المبدعين والممثلين في العرض.
تبحث الحلقة من هذا الفيلم الوثائقي «الظاهرة» في كيفية تحول مسلسل بيت المال (لاكاسا دا بابل) إلى ظاهرة عالمية، مع التركيز على الزيادة غير المتوقعة في شعبيتها، والاستحواذ عليه من نتفليكس وأثر ذلك عليه، وتأثيرها على الثقافة في جميع أنحاء العالم. [1] [2] إنه يكسر إنتاج المسلسل، ويتضمن مقابلات مع المبدعين والممثلين وطاقم العرض. [3] [4]

## المحتوى
يشير الفيلم الوثائقي القصير لا كاسا دي بابيل: الظاهرة Money Heist the Phenomenon إلى عدد من الأسباب التي جعلت المسلسل يشتعل على الشاشات في جميع أنحاء العالم. من أبرزها ثلاثة أسباب.
- أولاً، الشخصيات. فعلى سبيل المثال، البروفيسور العقل المدبر وراء كل سرقة، هو شخص غريب الأطوار لا يستطيع التحدث إلى النساء حتى لو كانت حياته تعتمد على ذلك. حيث أن هناك شيء محبب، حيث نشاهد هذا العقل المدبر الإجرامي، وهو يتعثر بنظاراته، بينما يكافح في نفس الوقت لإبقاء فريقه على قيد الحياة. أو طوكيو، بطلة الرواية المندفعة التي تبذل قصارى جهدها للسيطرة على غضبها، لتخسره في المشهد التالي. إنها امرأة صغيرة وقوية تجعل نفسها معروفة، بغض النظر عن الموقف الذي تجد نفسها فيه. ربما يكون الأمر الأكثر إثارة للجدل هو برلين، التي يتسم بالعنف وكراهية النساء والعنصرية والنبيلة بشكل غريب (انظر الحلقة الأخيرة من الموسم الأول). من الغريب أن نجد أن هذه الشخصية قد تم التصويت عليها في أفضل ثلاث شخصيات في العرض. ويصور المسلسل شخصيات شجاعة يبدو أنها تسلط الضوء ليس على الطريقة التي نرغب في إدراكها، ولكن ربما على مستوى عميق لما نحن عليه بالفعل.[8]
- ثانيًا، يستخدم المسلسل رموزًا ملحمية في سلسلته. هناك شيء ما حول قناع سلفادور دالي وبدلات القفز الحمراء التي تثير الخيال ببساطة. صنعت السلسلة أيضًا موضوعها الخاص، وهو «Bella Ciao». تم غناء الأغنية في الأصل ضد الديكتاتوريين الألمان والإيطاليين في الحرب العالمية الثانية، وبالتالي فهي تمثل المقاومة ضد الأنظمة الشمولية. هنا، بطريقة ملفتة للنظر، تمكن كاتب كاتب السيناريو من الاستفادة من رغباتنا في الوقوف في وجه الهياكل والأنظمة التي تضطهد الإنسان.[8]
- ثالثا: يشير الفيلم الوثائقي إلى أن المسلسل مكتوب «على الطاير». يتم تصوير كل حلقة جنبًا إلى جنب مع كتابة ما سيأتي بعد ذلك. هذه الطريقة في الكتابة والتصوير تخلق ضغطًا شديدًا وتوترًا شديدًا لجميع المعنيين. ومع ذلك، فإن مثل هذه المساحة تترك أيضًا مجالًا للإبداع، لأنها تجبر جميع المشاركين إما على «الغطس أو السباحة».[8]

## طاقم العمل
- أليكس بينا
- خيسوس كولمينار
- أورسولا كوربيرو
- ألفارو مورتي
- بيدرو ألونسو
- ألبا فلوريس
- ميغيل هيران
- خايمي لورينتي
- إتزيار إيتونيو
- استير اسيبو

## العرض الأول
لا كاسا دي بابيل: الظاهرة تم إصدار في 3 أبريل 2020 على نتفلكس.

## روابط خارجية
- لا كاسا دي بابيل: الظاهرة على موقع IMDb (الإنجليزية)
- لا كاسا دي بابيل: الظاهرة على موقع نتفليكس (الإنجليزية)
- لا كاسا دي بابيل: الظاهرة على موقع ألو سيني (الفرنسية)
- لا كاسا دي بابيل: الظاهرة على موقع فيلمافينيتي (الإسبانية)
- لا كاسا دي بابيل: الظاهرة على موقع قاعدة بيانات الفيلم (الإنجليزية)
- لا كاسا دي بابيل: الظاهرة على موقع ليتربوكسد (الإنجليزية)
- لا كاسا دي بابيل: الظاهرة على موقع كينوبويسك (الروسية)